# 天咲千華
天咲 千華（あまさき ちはな、1987年6月5日 - ）は、元宝塚歌劇団花組・宙組の娘役。
東京都墨田区、女子聖学院高等学校出身。身長166cm。愛称は「ちはな」、「あまちゃき」。

## 来歴
2004年、宝塚音楽学校入学。
2006年、宝塚歌劇団に92期生として入団。入団時の成績は22番。宙組公演「NEVER SAY GOODBYE」で男役として初舞台。その後、宙組に配属。同年9月9日付で娘役へと転向。
2009年2月24日付で花組へと組替え。同年の「外伝 ベルサイユのばら」で新人公演初ヒロイン。入団4年目での抜擢となった。
2010年、桜乃彩音退団公演となる「虞美人」で2度目の新人公演ヒロイン。
2011年4月24日、真飛聖退団公演となる「愛のプレリュード／Le Paradis!!」東京公演千秋楽をもって、宝塚歌劇団を退団。
退団後はヨガインストラクターとしての活動を経て、2022年に大相撲力士の志摩ノ海と結婚。2023年11月に長女が誕生し、2024年7月よりヨガやプロデュース業に復帰している。

## 人物
音楽学校の予科生時代は娘役であったが、幼い頃からの夢を諦めきれずに男役に転向。そのまま男役として入団したが、身長や表情など客観的に判断し、再び娘役に転向した。
父は大相撲の元関脇・逆鉾である。父方の祖父は元関脇・鶴ヶ嶺、伯父は元十両・鶴嶺山で、叔父は元関脇・寺尾。
出生時は4500gの巨大児として誕生。相撲部屋の娘として育ったこともあって、10代の頃は太っていることがコンプレックスであった。また、父が相撲部屋の師匠となった際は「相撲部屋では弟子が故郷を離れて頑張っているからこそ、これまでのようにお前を可愛がることはできないかもしれない」という趣旨の、父から相撲部屋の師匠としての覚悟を聞かされた。

## 宝塚歌劇団時代の主な舞台

### 初舞台
- 2006年3 - 5月、宙組『NEVER SAY GOODBYE』（宝塚大劇場）[5]

### 宙組男役時代
- 2006年5 - 7月、『NEVER SAY GOODBYE』（東京宝塚劇場）

### 宙組娘役時代
- 2006年11 - 2007年2月、『維新回天・竜馬伝!』『ザ・クラシック』
- 2007年3月、『ハロー!ダンシング』（バウホール）
- 2007年6 - 7月、『バレンシアの熱い花』 - 新人公演：マルガリータ（本役：和音美桜）『宙 FANTASISTA!』（宝塚大劇場）
- 2007年8 - 9月、『バレンシアの熱い花』 - 新人公演：マルガリータ（本役：和音美桜）『宙 FANTASISTA!!』（東京宝塚劇場）
- 2007年10 - 11月、『バレンシアの熱い花』 - マルガリータ『宙 FANTASISTA!!』（全国ツアー）
- 2008年2 - 5月、『黎明（れいめい）の風』 - 新人公演：ポーラ（本役：花影アリス）『Passion 愛の旅』
- 2008年6月、『殉情（じゅんじょう）』（バウホール） - ユリコ[5]
- 2008年9 - 12月、『Paradise Prince（パラダイス プリンス）』 - ウェンディ、新人公演：アンジェラ（本役：和音美桜）『ダンシング・フォー・ユー』[5]
- 2009年2月、『外伝 ベルサイユのばら-アンドレ編-』 - アンドレ（幼少時代）『ダンシング・フォー・ユー』（中日劇場）[4]

### 花組娘役時代
- 2009年5 - 6月、『オグリ!』（バウホール・日本青年館）
- 2009年7月、『フィフティ・フィフティ』（バウホール） - キャシー
- 2009年9 - 11月、『外伝 ベルサイユのばら-アンドレ編-』 - マリーズ（幼少時代）、新人公演：マリーズ（本役：桜乃彩音）『EXCITER!!』 新人公演初ヒロイン[10][4]
- 2009年12 - 2010年1月、『相棒』（ドラマシティ・日本青年館） - キャロル
- 2010年3 - 5月、『虞美人』 - 悠悠／若華／木蘭、新人公演：虞美人（本役：桜乃彩音） 新人公演ヒロイン[11][5]
- 2010年7 - 10月、『麗しのサブリナ』 - エリザベス、新人公演：マカードル（本役：桜一花）『EXCITER!!』
- 2010年11 - 12月、『メランコリック・ジゴロ』 - カティア『ラブ・シンフォニー』（全国ツアー）
- 2011年2 - 4月、『愛のプレリュード』 - パメラ・クレメール、新人公演：ジュリー・マルネック（本役：桜一花）『Le Paradis!!（ル パラディ）』 退団公演[5]、初エトワール

### 出演イベント
- 2007年4 - 5月、轟悠コンサート『Lavender Monologue』[5]
- 2008年7月、『宝塚巴里祭2008』
- 2010年12月、タカラヅカスペシャル2010『FOREVER TAKARAZUKA』